# Хиллен, Ханс
Ханс Хиллен (нидерл. Johannes Stefanus Joseph "Hans" Hillen) — голландский политик, журналист, преподаватель. С 2010 по 2012 год занимал должность Министра обороны Нидерландов. Член голландской партии «Христианско-демократический призыв». В 2012 году, за заслуги перед государством был награждён Орденом Оранских-Нассау (степень — рыцарь).

## Биография
Ханс Хиллен (при рождении — нидерл. Johannes Stefanus Joseph "Hans" Hillen) родился 17 июля 1947 года в Гааге, Нидерланды. По вероисповеданию — католик. Отец был голландским офицером. С 1969 по 1973 год занимал должность редактора в NOS Studio Sport. С 1972 по 1976 год, в качестве преподавателя обществознания, работал в «Новом лицеи» (нидерл. "Het Nieuwe Lyceum") в городе Хилверсюм. C 1973 по 1977 год — редактор иностранных новостей в «NOS: Nederlandse Omroep Stichting», Хилверсюм. В «Колледже имени Вильгельма I Оранского» (нидерл. "Willem de Zwijger College"), город Бюссюм — учитель обществознания с 1975 по 1977 года. Репортерской деятельностью занимался с 1977 по 1983 год в качестве журналиста в «NOS: Nederlandse Omroep Stichting». С 1 марта 1983 по 6 ноября 1989 года был назначен на должность — директор Центрального управления информации Министерства финансов. В марте 1990 года был избран членом Второй палаты Генеральных Штатов Нидерландов (нидерл. Tweede Kamer der Staten-Generaal) вплоть до 23 мая 2003 года. После этого, на протяжении четырёх лет (с 2003 по 2007 год) был председателем при Het College voor Zorgverzekeringen (CVZ). С 12 июня 2007 по 14 октября 2010 год был избран в Первую палату Генеральных Штатов Нидерландов (нидерл. De Eerste Kamer der Staten-Generaal). В 2010 году был назначен премьер-министром Нидерландов Марком Рюттером — Министром обороны Нидерландов. На этой должности работал до 14 октября 2010 года, когда его сменила — Жанин Хеннис-Плассхарт. С сентября 2013 года и по настоящее время председательствует в Голландском Совете по обучению и воспитанию (NRTO). За заслуги перед Нидерландами был награждён Орденом Оранских-Нассау (степень — рыцарь).

## Деятельность на посту Министра
После назначения Марка Рютте премьер-министром Нидерландов, Ханс Хиллен получает должность Министра обороны Нидерландов в 14 октября 2010 года. На этом посту он запомнился как автор ряда инициатив, который встретили волну критики среди гражданских и военных лиц. В 2011 году, Ханс Хиллен сделал доклад, что приоритетной целью Министерства обороны будет радикальное снижение расходов на военный комплекс на один миллиард евро к 2015 году. Также, была поставлена задача на провидение масштабной ревизии имеющейся техники, с последующим списанием большинства видов танков, вертолетов, истребителей и транспортных самолетов, а также сокращение штатных служащих Министерства обороны на 12 тысяч человек. В 2012 году, сделал заявление, в котором информирует о начале значительного сокращения парка истребителей F-16 «Fighting Falcon» с 87 до 68 единиц. Также, подконтрольное ему ведомство прекращает реализацию стратегии обновления парка истребителей F-16 «Fighting Falcon» на Lockheed Martin F-35 Lightning II в период c 2019 по 2027 год.Открыто выступил с критикой действий стран-участниц НАТО и деятельность блока в целом, за попытку изгнать Муаммар Каддафи. В то время, как Марк Рютте добавил, что не имеет ничего против бомбардировок по ливийским силам, но Нидерланды не будут в этом принимать участия.